# 국가환경정책법
국가환경정책법(영어: National Environmental Policy Act, NEPA)은 환경 개선을 촉진하기 위해 고안된 미국의 환경법이다. 이 법은 미국 연방 정부 기관이 자신들의 행동과 결정이 환경에 미치는 영향을 평가하도록 요구하는 새로운 법률을 제정했으며, 대통령 환경 자문 위원회(CEQ)를 설립했다. 이 법은 미국 의회에서 1969년 12월에 통과되었고, 리처드 닉슨 대통령이 1970년 1월 1일에 서명하여 발효되었다. 전 세계 100개 이상의 국가가 NEPA를 모델로 한 국가 환경 정책을 제정했다.
NEPA는 연방 기관이 자신들의 행동이 환경에 미치는 영향을 평가하도록 요구한다.:2–3 NEPA의 가장 중요한 결과는 모든 행정 연방 기관이 환경 평가(EAs) 및 환경 영향 평가서(EISs)를 준비하도록 요구한 것이다. 이 보고서는 제안된 연방 기관 조치의 잠재적 환경 영향을 명시한다. 또한 미국 의회는 각 사람이 후속 세대를 위한 수탁자로서 환경을 보존하고 강화할 책임이 있음을 인정한다. NEPA의 절차적 요구사항은 대통령, 의회 또는 연방 법원에는 적용되지 않는데, 이는 이들이 정의상 "연방 기관"이 아니기 때문이다. 그러나 대통령의 명령에 따라 조치를 취하는 연방 기관은 NEPA의 절차적 요구사항이 적용되는 최종 기관 조치가 될 수 있다.:117–118

## 역사

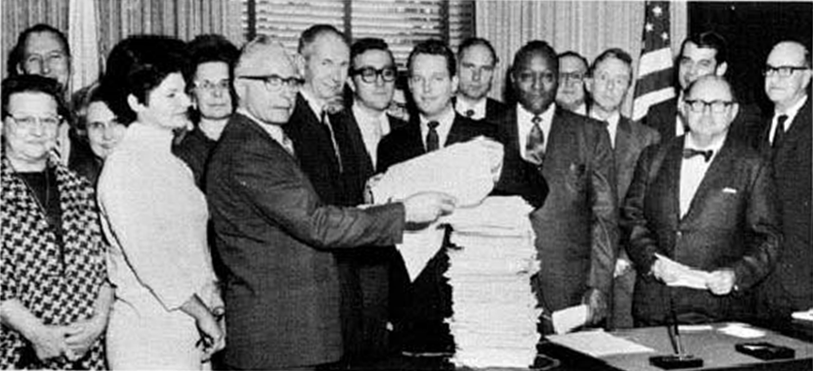
청정 공기 및 청정수 시민 단체의 주 전체 지도자들이 1969년에 70,000명의 일리노이 주민들의 서명을 윌리엄 J. 스콧 주 법무장관에게 전달한다. 이 청원은 스콧의 오염원 단속을 지지했다. 시카고의 에드 폰더 의장이 청원을 제출했다.

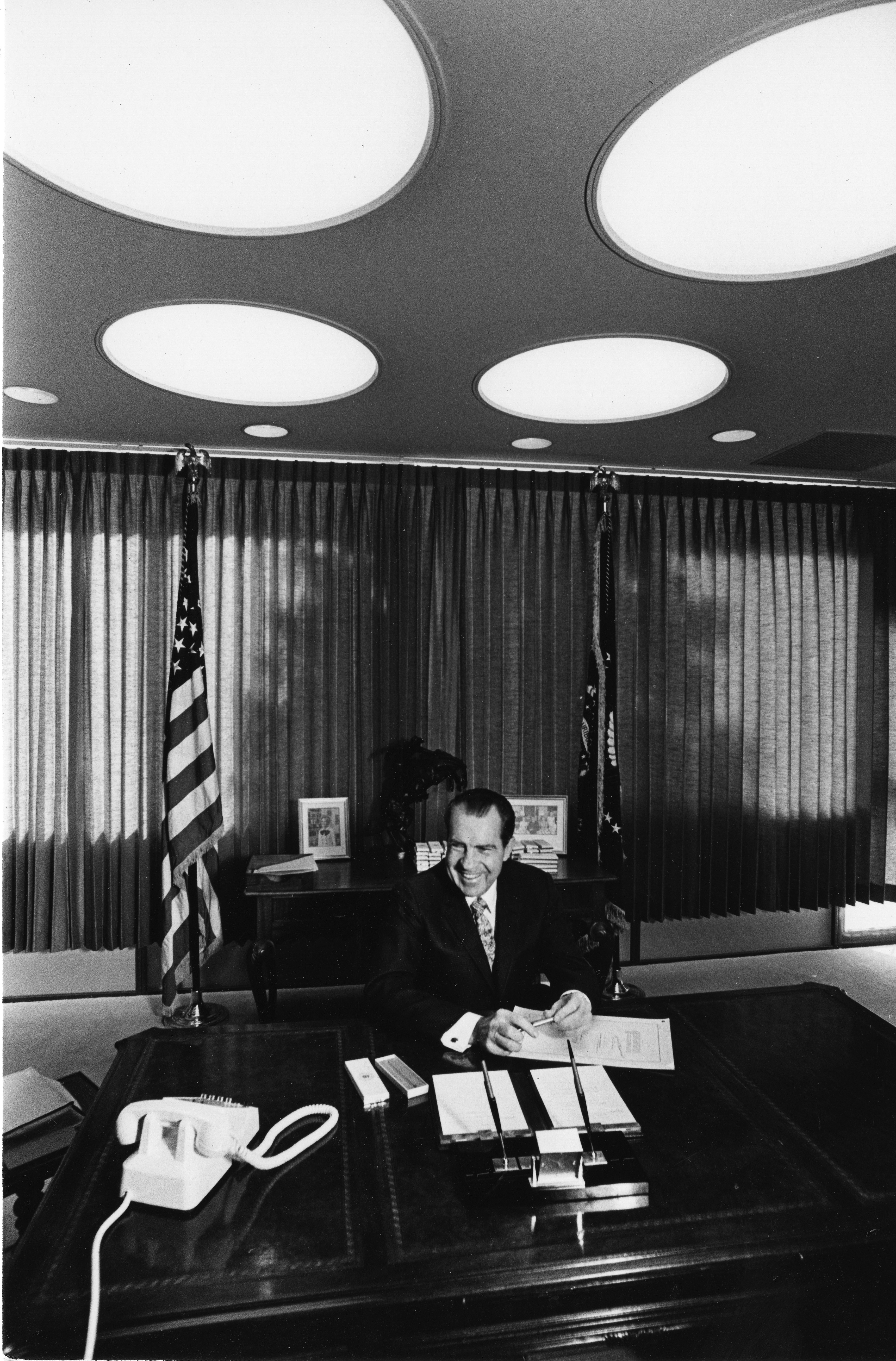
리처드 닉슨이 1970년 1월 1일에 NEPA에 서명했다.

NEPA는 1960년대 동안 미국 전역에서 산업화, 도시 및 교외 성장, 오염이 증가하면서 환경에 대한 대중의 인식과 우려가 높아진 데서 비롯되었다. 이 시기에 환경 이익 집단의 노력과 레이철 카슨의 1962년 저서 침묵의 봄으로 인한 대중의 인식 증가는 1964년 야생지법 및 후속 법률(1970년 청정대기법 및 1972년 청정수법 포함)에 대한 지지로 이어졌다. 1969년 초 산타바바라 기름 유출 사고에 대한 대중의 분노는 NEPA 법안이 의회에서 초안이 작성될 때 발생했다. 카이아호가강에서 발생한 화재는 상원에서 만장일치로 통과된 직후 타임지 기사에서 보도되었다. NEPA 제정의 또 다른 주요 원동력은 1960년대 고속도로 반란이었는데, 이는 주간고속도로 건설 중 많은 지역사회와 생태계가 불도저로 밀려나는 것에 대한 반응으로 많은 미국 도시에서 발생한 일련의 시위였다. 또한 인디애나 정치학자 린튼 캘드웰의 기여가 보여주듯이, 1950년대와 1960년대 국제 개발 프로그램의 환경적 무모함에 대한 우려 또한 NEPA의 배경을 이끌었다.
2015년에 미국 지방법원은 연방 정부와 관련된 행동으로부터 환경을 보호하기 위해 NEPA가 만들어진 것에 대한 간결한 배경을 문서화했다. 그 내용은 다음과 같다.
거의 한 세기 동안 급격한 경제 확장, 인구 증가, 산업화 및 도시화가 진행된 후 1960년대 후반에는 미국의 발전이 환경 비용을 수반한다는 것이 분명해졌다. 이 문제에 대한 의회 조사는 주로 연방 정부의 손에 의해 국가의 환경과 자원이 심각하게 잘못 관리되고 있음을 나타내는 수많은 증거를 산출했다. 그 결과, 의원들과 일반 대중 모두 환경 보호를 위한 긴급하고 광범위한 정책을 요구했다.
의회는 이러한 요구에 부응하여 1970년부터 "환경 보호를 위한 우리의 기본적인 국가 헌장"으로 기능해 온 NEPA를 제정했다. NEPA를 통해 의회는 연방 기관이 자신들의 행동으로 인한 환경적 결과에 대해 "심도 있게 검토"하고, 기관 활동에 참여할 때 환경 피해를 방지하기 위한 모든 실용적인 조치를 취하도록 명령했다.:409, 410 n. 21 또한 연방 기관에 대한 광범위한 불신을 해소하기 위해 의회는 NEPA 내에 "행동 강제" 조항을 포함시켜 기관이 연방 프로젝트를 수행하기 위해 특정 절차를 따르도록 요구했다.:409 & n.18
통과 이후 NEPA는 연방 자금, 연방 정부가 수행하는 작업, 또는 연방 기관이 발급한 허가가 관련된 모든 주요 프로젝트에 연방, 주 또는 지방 수준에서 적용되었다. 법원 판결은 NEPA 관련 환경 연구 요건을 연방 자금 지출 여부와 관계없이 연방 기관이 발급한 허가가 필요한 조치에까지 확대했으며, 연방 허가가 필요한 경우 민간 부문 기관이 전적으로 자금을 조달하고 관리하는 조치까지 포함하도록 확대했다. 이러한 법적 해석은 연방 기관으로부터 허가를 받는 것이 하나 이상의 연방 직원(또는 경우에 따라 계약자)이 허가 신청을 처리하고 승인하도록 요구하며, 이는 특정 조치에 직접적인 연방 자금이 할당되지 않더라도 제안된 조치를 지원하기 위해 연방 자금이 지출되는 결과를 초래한다는 논리에 기반한다.
미국 지방법원은 심지어 대통령도 결정을 내리기 전에 NEPA 분석 정보가 필요하다는 점을 다음과 같이 설명한다.
"어떤 기관도 NEPA와 같은 절차적 요건을 준수할 재량권을 가지지 않는다. NEPA 분석을 통해 제공되는 관련 정보는 대중과 의사 결정 과정에 참여하는 사람들에게 제공되어야 한다. 이 과정에는 대통령도 포함된다." "그리고 의회는 어떤 파이프라인의 경로에 대한 결정을 대통령에게 위임하지 않았다."

## 내용
NEPA의 서문은 다음과 같다.
인간과 환경 사이에 생산적이고 즐거운 조화를 장려하는 국가 정책을 선언하고; 환경 및 생물권에 대한 피해를 예방하거나 제거하며 인간의 건강과 복지를 증진하는 노력을 촉진하고; 국가에 중요한 생태계 및 자연 자원에 대한 이해를 풍부하게 하며; 환경 자문 위원회를 설립한다.
NEPA는 세 부분으로 구성되어 있다. 첫 번째 부분은 국가 환경 정책과 목표를 설명하고, 두 번째 부분은 연방 기관이 그러한 정책과 목표를 시행하기 위한 규정을 확립하며, 세 번째 부분은 미국 대통령실에 CEQ를 설립한다.
NEPA의 목적은 연방 기관이 의사 결정 과정에서 환경 요소를 다른 요소와 동등하게 고려하도록 보장하고 국가 환경 정책을 수립하는 것이다. 또한 이 법은 CEQ가 연방 기관의 NEPA 이행 진행 상황에 대한 연간 보고서 작성을 대통령에게 조언하도록 장려한다. 또한 CEQ가 환경 정책 및 환경 상태에 대해 대통령에게 조언하도록 설립되었다.
NEPA는 연방 기관이 의회 기금 지원 제안에 대한 보고서 및 권고안에 환경 영향 평가서를 첨부하도록 요구함으로써 이러한 국가 환경 정책을 수립한다. 이 영향 평가서는 EIS로 알려져 있다. NEPA는 행동 강제 법안으로, 이 법 자체는 형사 또는 민사 제재를 수반하지 않으므로 NEPA의 모든 집행은 사법 제도를 통해 이루어져야 한다. 실제로 프로젝트에 연방 기관이 자금의 일부를 제공하는 경우 NEPA 지침을 충족해야 한다. 그러나 연방 직원의 프로젝트 검토는 연방 조치로 간주될 수 있으며, 이 경우 NEPA 준수 분석 수행이 필요하다.
NEPA는 광범위한 연방 기관 조치를 다루지만, 연방의 영향이나 자금이 완전히 없는 주정부 조치에는 적용되지 않는다. 또한 NEPA 지침 내에는 특정 법률에 명시된 연방 프로젝트 및 EPA 면제를 포함한 면제 및 제외 조항이 존재한다. 다른 환경법이 NEPA에서 요구하는 것과 유사한 영향 분석을 요구하는 경우에도 면제가 적용된다. 이러한 법률에는 청정대기법, 자원 보존 및 복구법, 안전한 식수법, 연방 살충제, 살균제, 살서제법 등이 포함될 수 있지만 이에 국한되지 않는다.

## 절차
NEPA 절차는 NEPA가 의무화한 연방 프로젝트 또는 조치의 관련 환경 영향을 평가하는 것이다. 이 절차는 기관이 조치 필요성을 다루는 제안서를 개발할 때 시작된다. 제안된 조치가 NEPA에 해당된다고 판단되면, 법률을 준수하기 위해 연방 기관이 수행해야 하는 세 가지 수준의 분석이 있다. 이 세 가지 수준에는 범주적 제외(CatEx) 준비; 환경 평가(EA) 준비; 그리고 중대한 영향 없음 결정(FONSI) 또는 대안으로 환경 영향 평가서(EIS) 준비 및 초안 작성이 포함된다.
행정명령 11514호(1970년 3월 5일; 닉슨 행정부)가 행정명령 11991호(1977년 5월 24일; 카터 행정부)에 의해 수정되었으며, 이는 미국 환경위원회(CEQ)에 NEPA의 "절차 조항 이행을 위한 연방 기관 규정"을 발행하고:5371 Sec. 3 (h) 연방 기관이 "위원회에서 발행한 규정을 준수"하도록 지시한다.:5371 Sec. 2 (g) 중요하게도 미국 연방 대법원은 "CEQ 규정은 상당한 존중을 받을 자격이 있다"고 판단한다.
미국 환경위원회의 NEPA 규정 40 C.F.R. § 1501.4는 환경 영향 평가서(EIS) 작성 여부를 결정하는 절차를 다음과 같이 명시한다.
환경 영향 평가서 작성 여부를 결정할 때 연방 기관은 다음을 수행해야 한다.
(a) 이 규정을 보완하는 자체 절차(§ 1507.3에 설명됨)에 따라 해당 제안이 다음 중 어느 하나에 해당하는지 결정해야 한다.
(1) 일반적으로 환경 영향 평가서가 필요한 경우, 또는
(2) 일반적으로 환경 영향 평가서 또는 환경 평가서가 필요하지 않은 경우(범주적 제외).
(b) 제안된 조치가 이 섹션의 (a)항에 해당하지 않는 경우, 환경 평가서(§ 1508.9)를 준비해야 한다. 기관은 § 1508.9(a)(1)에 따라 필요한 평가서를 준비할 때 환경 기관, 신청자 및 대중을 가능한 한 최대한 참여시켜야 한다.
(c) 환경 평가서에 기초하여 환경 영향 평가서를 준비할지 여부를 결정해야 한다.
(d) 기관이 환경 영향 평가서를 준비할 경우, 범위 설정 절차(§ 1501.7)를 시작해야 한다.
(e) 기관이 환경 평가서에 기초하여 평가서 작성이 필요 없다고 결정할 경우, 중대한 영향 없음 결정서(§ 1508.13)를 준비해야 한다.
(1) 기관은 § 1506.6에 명시된 대로 영향을 받는 대중에게 중대한 영향 없음 결정서를 제공해야 한다.
(2) 기관이 § 1507.3에 따른 절차에서 다룰 수 있는 특정 제한된 상황에서는, 기관이 환경 영향 평가서 작성 여부에 대한 최종 결정을 내리기 전 및 조치가 시작되기 전에 30일 동안 대중 검토(주 및 지역 정보 센터 포함)를 위해 중대한 영향 없음 결정서를 제공해야 한다. 해당 상황은 다음과 같다.
(i) 제안된 조치가 기관이 § 1507.3에 따라 채택한 절차에 따라 일반적으로 환경 영향 평가서 작성이 필요한 조치와 유사하거나 밀접하게 유사한 경우, 또는
(ii) 제안된 조치의 성격이 전례 없는 경우.
미국 환경위원회의 NEPA 규정 40 C.F.R. § 1500에서 § 1508을 준수하는 것 외에도, 각 연방 기관은 40 C.F.R. § 1507.3(a)에 따라 해당 기관의 NEPA 이행을 위한 보충 절차를 채택해야 한다. 예를 들어, 연방 고속도로 관리국의 보충 NEPA 절차는 23 C.F.R. §771.101에서 § 771.131에 있다. 23 C.F.R. § 771.115(a)에 따르면 새로운 통제 접근 고속도로 또는 새로운 위치에 4차선 이상의 고속도로 프로젝트와 같은 Class I 조치는 환경에 중대한 영향을 미치므로 환경 영향 평가서가 필요하다. 23 C.F.R. § 771.115(b) 및 § 771.117(c)에 따르면 자전거 및 보행자 도로 건설, 계획, 방음벽 및 조경과 같은 Class II 조치는 개별적으로 또는 누적으로 중대한 환경 영향을 미 미치지 않으므로 23 C.F.R. § 771.117(b)에 명시된 특이한 상황이 없는 한 범주적으로 면제될 수 있다. 23 C.F.R. § 771.117(c)에 따르면 다른 모든 조치는 필요한 적절한 환경 문서를 결정하기 위한 환경 평가서 작성을 요구하는 Class III 조치이다.

### 범주적 제외의 준비
범주적 제외(CatEx)는 기관이 개별적으로 또는 누적으로 인간 환경의 질에 중대한 영향을 미치지 않는다고 판단한 조치 목록이다(40 C.F.R. §1508.4). 제안된 조치가 기관의 CatEx에 포함되는 경우, 기관은 제안된 조치가 환경에 영향을 미칠 수 있는 특별한 상황이 없는지 확인해야 한다. 특별한 상황에는 멸종 위기 종, 보호 문화 유적지 및 습지에 대한 영향이 포함된다. 제안된 조치가 CatEx에 제공된 설명에 포함되지 않는 경우, EA를 준비해야 한다. 제안된 조치와 유사한 조치들이 이전 EA 및 그 이행에서 환경적으로 중립적인 것으로 판명된 경우, 기관은 해당 조치를 CatEx로 포함하도록 자체 이행 규정을 수정할 수 있다. 이 경우 초안이 작성된 기관 절차는 연방 관보에 게시되며 공청회 기간이 필요하다. 기관은 계획된 조치에 대해 EA 또는 EIS를 준비하지 않기로 한 결정을 지지하기 위해 다른 기관이 준비한 CatEx에 의존할 수 없다; 그러나 자체 CatEx를 입증하기 위해 유사한 CatEx에 대한 다른 기관의 경험을 참고할 수 있다.
환경 품질 위원회(CEQ)는 서류 작업을 줄이고(40 CFR § 1500.4(p)) 지연을 줄이기 위해(40 CFR § 1500.5(k)) 범주적 제외를 만들었으며, 이를 통해 기관은 인간 환경에 중대한 영향을 미치는 조치에 더 집중할 수 있게 되었다. 2003년 국가 환경 정책 태스크포스는 기관들이 "승인된 범주적 제외를 사용하는 데 필요한 분석 및 문서화 수준에 대해 혼란스러워한다"고 밝혔다. 2010년 CEQ는 NEPA 및 이전 CEQ 지침과 일치하는 범주적 제외에 대한 기존 규정에 대한 지침을 발표했다. 이 CEQ 2010년 지침은 "연방 기관이 1970년대 후반부터 범주적 제외를 사용하기 시작한 이래로, 범주적으로 제외된 활동의 수와 범위가 상당히 확대되었다. 오늘날 범주적 제외는 NEPA를 준수하는 가장 자주 사용되는 방법이며, 범주적 제외의 공표 및 사용에 대한 이 지침의 필요성을 강조한다."라고 인정한다.:75631–75632 이 CEQ 2010년 지침은 "부적절하게 사용될 경우, 범주적 제외는 기관의 환경 검토 및 의사 결정의 품질과 투명성을 저해하고 의미 있는 대중 참여 및 검토의 기회를 훼손함으로써 NEPA의 환경 관리 목표를 좌절시킬 수 있다."라고 계속해서 경고한다.:75632 실제로 범주적 제외의 확대 사용은 환경 분석 및 대중 의견 수렴을 줄임으로써 NEPA를 약화시키고, 이에 따라 NEPA 소송을 증가시킨다. CEQ 2010년 지침은 범주적 제외가 제안된 조치 전체를 포괄해야 하며, 더 큰 제안된 조치의 일부 또는 상호 의존적인 부분에 사용되어서는 안 된다는 점을 강조한다.:75632 범주적 제외 사용을 막는 예외적인 상황에는 "보호종 또는 서식지에 대한 잠재적 영향, 또는 국가 역사 유적지 목록에 등재되거나 등재될 자격이 있는 역사적 유적지에 대한 영향"이 포함된다.:75632–75633 CEQ는 2010년 딥워터 허라이즌 기름 유출 사고를 기관들이 "새롭거나 다른 환경 영향 또는 위험을 초래할 수 있는 진화하거나 변화하는 조건에 비추어" 범주적 제외를 주기적으로 검토해야 하는 이유의 예로 구체적으로 언급한다.:75637
범주적 제외를 통한 NEPA 절차 간소화는 비판을 받아왔다. 예를 들어, 규제 포획을 통해 BP의 탐사 계획이 딥워터 허라이즌 기름 유출 사고를 초래했으며, 이는 환경영향평가서 대신 범주적 제외를 사용했기 때문이다.

### 환경 평가서 및 중대한 영향 없음 결정의 준비
EA는 제안의 필요성, 대안 목록, 제안서 작성에 자문을 구한 기관 및 인물 목록을 포함하는 간결한 공개 문서이다. EA의 목적은 제안의 환경적 결과의 중요성을 판단하고 기관의 목표를 달성하기 위한 대안을 모색하는 것이다. EA는 EIS 작성이 필요한지 여부를 판단하기 위한 충분한 증거와 분석을 제공하고, EIS가 필요하지 않을 때 기관의 NEPA 준수를 돕고, EIS가 필요할 때 EIS 작성을 용이하게 한다.
대부분의 기관 절차는 EA 문서가 최종 확정되기 전에 대중 참여를 요구하지 않는다; 그러나 기관들은 초안 EA 단계에서 대중 의견 수렴 기간을 고려할 것을 권장한다. EA는 EIS를 준비하기 위한 근본적인 결정이 합법적인지 확인하기에 충분한 길이어야 하지만, EIS를 대체하려고 시도해서는 안 된다.
그러나 환경 품질 위원회 규정 40 C.F.R. § 1500.1(b)는 "NEPA 절차는 의사 결정이 이루어지고 조치가 취해지기 전에 환경 정보가 공무원과 시민에게 제공되도록 보장해야 한다"고 명시하고 있다. 마찬가지로 40 C.F.R. § 1500.2는 "연방 기관은 가능한 한 최대한으로 다음을 수행해야 한다: ... (d) 인간 환경의 질에 영향을 미치는 결정에 대한 대중 참여를 장려하고 촉진한다"고 명시하고 있다. 미국 지방 법원은 초안 EA에 대한 대중 의견 수렴의 필수 요건을 다음과 같이 설명한다.
제9순회 항소법원은 이러한 규정들이 "대중이 초안 EA와 EIS에 대해 의견을 제시할 기회를 가져야 함"을 의미한다고 해석했다. Anderson v. Evans, 371 F.3d 475, 487 (9th Cir.2004). 이 규정들이 "어떤 의미를 가져야 하므로", 항소법원은 기관이 초안 EA에 대해 대중 의견을 전혀 얻지 못한 것은 "이러한 규정을 위반하는 것"이라고 판결했다. Citizens for Better Forestry v. U.S. Dept. of Agriculture, 341 F.3d 961, 970 (9th Cir.2003).
조사 및 EA 초안 작성 후 환경에 중대한 영향이 없는 것으로 판단되면, 기관은 중대한 영향 없음 결정(FONSI)을 작성해야 한다. 이 문서는 해당 조치가 인간 환경에 중대한 영향을 미치지 않는 이유를 설명하며, FONSI 결정을 뒷받침하는 EA 또는 EA 요약을 포함한다.

### 환경 영향 평가서 준비
제안된 연방 조치가 지정된 CatEx에 속하지 않거나 FONSI 자격이 없는 것으로 결정되면, 담당 기관은 EIS를 준비해야 한다. EIS의 목적은 공무원이 관련 환경적 결과와 사용 가능한 대안에 기반하여 정보에 입각한 결정을 내리도록 돕는 것이다. EIS 작성에는 공공 당사자, 외부 당사자 및 기타 연방 기관의 준비에 대한 의견이 포함된다. 이 그룹들은 이후 초안 EIS에 대해 의견을 제시한다.
EIS는 제안된 조치의 환경적 영향, 제안이 이행될 경우 피할 수 없는 모든 부정적인 환경적 영향, 제안된 조치에 대한 합리적인 대안, 인간 환경의 단기적 사용과 장기적 생산성의 유지 및 향상 사이의 관계, 그리고 제안된 조치에 수반될 모든 비가역적이고 되돌릴 수 없는 자원 투입을 설명해야 한다.
기관은 EA의 초기 작성 없이 EIS 작성을 시작할 수 있다. 이는 기관이 해당 조치가 인간 또는 자연 환경에 중대한 영향을 미칠 것이라고 믿거나 해당 조치가 환경적으로 논쟁의 여지가 있는 문제로 간주되는 경우 발생할 수 있다.
책임 있는 의사 결정자는 취해야 할 조치 방침에 대한 최종 결정을 내리기 전에 최종 EIS를 검토해야 한다. 의사 결정자는 최종 결정을 내릴 때 잠재적인 환경 영향과 기타 관련 고려 사항을 고려해야 한다. 기관의 최종 결정을 기록한 결정 기록(ROD)이 발행된다.

### 전체 검토에 걸리는 평균 시간
2013년부터 2018년까지의 연방 연구에 따르면, 전체 NEPA 검토는 평균 4.5년이 걸렸다.

## NEPA 요구사항을 회피하는 데 사용되는 구체적 사건성 이론
행정 절차법 5 U.S.C. § 702는 NEPA 문제로 인해 피해를 입은 사람이 다음과 같이 법원에서 NEPA 사건을 수행할 권리를 부여한다.
기관의 조치로 인해 법적 피해를 입었거나 관련 법률의 의미 내에서 기관의 조치로 인해 불리한 영향을 받았거나 불만을 제기한 사람은 이에 대한 사법 심사를 받을 자격이 있다.
5 U.S.C. § 706에 따라 미국 의회는 법원이 보류된 기관의 조치를 강제하거나 자의적이고 변덕스러우며 재량권 남용이거나 법에 위배되는 기관의 조치를 취소하는 것과 같은 공정한 구제책을 마련하도록 규정한다. 그러나 Powell v. McCormack, 395 U. S. 486 (1969) 496 – 497쪽에서 명시된 바와 같이 실제("살아 있는") 문제가 남아있지 않을 때 법원 사건은 구체적 사건성이 없어진다.
간단히 말해, 사건은 제시된 쟁점이 더 이상 "살아 있지" 않거나 당사자들이 결과에 대한 법적으로 인지할 수 있는 이해관계가 없을 때 구체적 사건성이 없어진다. E. Borchard, Declaratory 497*497 Judgments 35-37 (2d ed. 1941) 참조. 제시된 여러 쟁점 중 하나가 구체적 사건성이 없어진 경우, 남은 살아 있는 쟁점들이 사건 또는 논쟁에 대한 헌법적 요구사항을 충족한다. United Public Workers v. Mitchell, 330 U. S. 75, 86-94 (1947); 6A J. Moore, Federal Practice ¶ 57.13 (2d ed. 1966) 참조.
초기 NEPA 사건(예: Arlington Coalition on Transportation v. Volpe, 458 F.2d 1323 (4th Cir. 1972) 1331페이지)에서 법원은 프로젝트가 변경 비용이 이점을 초과할 정도로 진행된 경우 법원의 손이 닿지 않는 곳(구체적 사건성 없음)에 있다고 판단했다. 그럼에도 불구하고 1981년까지 제9순회 항소법원은 일부 프로젝트가 NEPA의 요구사항을 회피하기 위해 건설을 진행할 수 있다는 점을 인식했다. 따라서 법원은 Columbia Basin Land Protection Assoc. v. Schlesinger, 643 F.2d 585 (9th Cir.1981) 591페이지 주 1에서 명시된 바와 같이 완성된 프로젝트라도 철거 명령을 받을 수 있다고 경고했다.
타워 건설이 이 사건을 가설적이거나 추상적인 것으로 만들지 않았다. 타워는 여전히 지주들의 밭을 가로질러 관개 시스템을 지속적으로 방해하고 있으며, 이 법원은 타워가 남아있을지 또는 철거될지 결정할 권한이 있다. ***
타워가 건설되고 운영되고 있다는 사실만으로 이 사건이 재판 불가능하다고 주장한다면, 반대 의견이 말하듯이, BPA(및 모든 유사한 기관)는 단순히 NEPA의 요구사항을 무시하고, 사건이 법원에 도달하기 전에 구조물을 건설한 다음, 구체적 사건성 이론 뒤에 숨을 수 있다. 그러한 결과는 용납될 수 없다.
따라서 법원은 NEPA와 같은 미국 의회 정책을 회피하기 위해 악의적인 건설을 사용하는 자들을 막을 수 있는 형평법적 권한을 가지고 있다. 법원이 이러한 구체적 사건성 전술의 사용을 인식하더라도, NEPA 소송이 "살아 있는" 쟁점으로 철거 및 환경 복원을 구제 요청에 포함하지 않는 한, 법원은 건설 철거 및 환경 복원을 명령하지 않을 수 있다. West v. Secretary of Dept. of Transp., 206 F.3d 920 (9th Cir. 2000) 931페이지의 반대 의견을 참조하라.
그는 복원을 요구하지 않았다. 그는 인터체인지가 중단되기를 원했다. 그것은 건설되었다. 그러므로 1단계와 관련된 재판 가능한 논쟁은 없다.
NEPA 소송에서 건설 중단이 유일한 구제 요청이라면, 논리적으로 건설 완료 후에는 건설을 중단할 수 없다.
제1순회 항소법원은 메인주 시어스 섬에 항구 건설을 중단시키면서 NEPA 사건에서의 피해는 환경에 대한 피해라고 지적했다. Sierra Club v. Marsh, 872 F.2d 497 (1st Cir. 1989) 500페이지에 명시되어 있다.
따라서 NEPA 의무가 수반되는 결정이 NEPA가 요구하는 정보에 입각한 환경 고려 없이 이루어지면, NEPA가 방지하고자 하는 피해가 발생한 것이다. *** 관련된 피해는 환경에 대한 피해이지만, 그 피해는 정부 의사 결정자들이 자신의 결정이 환경에 미칠 예상되는 영향에 대한 분석(사전 공개 의견 수렴 포함) 없이 결정을 내릴 때 환경에 추가되는 위험으로 구성된다.
Sierra Club v. Marsh에서 이 법원은 504페이지에서 프로젝트를 철거하지 않으려는 본능이 있기 때문에 NEPA 사건 초기 단계에서 예비 금지 명령을 발행하는 것이 적절하다고 판결했다.
피해가 발생하는 방식은 의사 결정자의 심리, 그리고 아마도 프로젝트가 일단 건설되면 철거하지 않으려는 더 깊이 뿌리 박힌 인간의 심리적 본능과 관련이 있을 수 있다. 그러나 NEPA 위반이 의미하는 위험은 부적절한 예측과 심의로 인해 실제 환경 피해가 발생할 것이라는 점이다. 일단 시작된 관료주의적 증기 롤러를 멈추는 어려움은 여전히 우리에게, Village of Gambell을 읽은 후에도, 예비 금지 명령 신청 시 그 위험을 평가하는 데 지방 법원이 고려해야 할 완벽하게 적절한 요소로 보인다.
연방 법원 소송을 유지하기 위한 연방 헌법 제3조 소송 요건을 충족하려면 적어도 한 명의 개인 원고가 피고에 의해 발생한 피해를 입었으며, 해당 피해가 유리한 판결에 의해 구제될 가능성이 있어야 한다. Lujan v. Defenders of Wildlife, 504 U.S. 555, 112 S. Ct. 2130, 119 L. Ed. 2d 351 (1992) 560–561페이지에 명시되어 있다.
수년에 걸쳐 우리의 판례는 소송 요건의 최소한의 헌법적 요건이 세 가지 요소를 포함한다는 것을 확립했다. 첫째, 원고는 "사실상의 피해"를 입어야 한다. 즉, 법적으로 보호되는 이익의 침해로서 (a) 구체적이고 특정적이어야 하며, id., at 756; Warth v. Seldin, 422 U. S. 490, 508 (1975); Sierra Club v. Morton, 405 U. S. 727, 740-741, n. 16 (1972) 참조;[1] 그리고 (b) "추측적" 또는 "가설적"이 아니라 "실제적 또는 임박적"이어야 한다.'" Whitmore, supra, at 155 (Los Angeles v. Lyons, 461 U. S. 95, 102 (1983) 인용). 둘째, 피해와 제소된 행위 사이에 인과 관계가 있어야 한다. 즉, 피해는 "피고의 도전받는 행위에 의해 공정하게 ... 추적 가능해야 하며, ... 법원 앞에 없는 제3자의 독립적인 행위의 결과가 아니어야 한다." Simon v. Eastern Ky. Welfare 561*561 Rights Organization, 426 U. S. 26, 41-42 (1976). 셋째, 피해가 "유리한 결정에 의해 구제될 것"이 "가능성"이 있어야 하며, 단지 "추측적"이어서는 안 된다. Id., at 38, 43.
프로젝트 건설 완료 후에도 "살아있는" 쟁점을 유지하려면, 적어도 한 명의 개인이 완성된 프로젝트의 존재로 인해 개인적으로 피해를 입을 것이며, 그 피해가 Columbia Basin Land Protection Assoc. v. Schlesinger에서와 같이 프로젝트의 철거를 통해 구제될 수 있음을 보여주어야 한다. NEPA 사건에서 개인적인 피해는 공기, 소음, 수질 오염, 안전 고려 사항, 2차 영향 및 누적 영향과 같은 성장 유발 영향을 포함할 수 있다. 예를 들어, Coalition for Canyon Preservation v. Bowers, 632 F.2d 774 (9th Cir. 1980)을 참조하라. 개인적인 피해를 입증하는 것은 Juliana v. US, 217 F. Supp. 3d 1224 (D. Or. 2016)에서 명시된 "일반적인 불만"이라는 이의 제기에 의한 실격 사유를 방지한다.
그 자체로 "피해가 광범위하게 공유된다는 사실이 반드시 일반적인 불만이 되지는 않는다." Jewel, 673 F.3d at 909; 또한 Massachusetts v. EPA, 549 U.S. 497, 517 (2007) 참조 ("[도전받은 행위로] 피해를 입은 사람이 몇 명인지는 중요하지 않으며" "소송을 제기하는 당사자가 해당 행위가 자신에게 구체적이고 개인적인 방식으로 피해를 입힌다는 것을 보여주기만 하면 된다." (인용 부호 생략 및 변경 사항 정규화)); Akins, 524 U.S. at 24 ("[피해가] ... 광범위하게 공유되는 것은 ... 그 자체로 제3조 목적을 위한 이익을 자동으로 실격시키지 않는다.
연방 법원이 사건을 판결할 권한(관할)이 있는지 결정할 때, 연방 법원은 인용된 연방 문제를 뒷받침하는 소송의 부분만 고려한다. 이를 "잘 진술된" 소송 규칙이라고 한다. 소송 제기 시 건설이 실제 논쟁이 아니었기 때문에 예상 건설의 제거를 요청하는 소송의 부분은 연방 법원에서 무시될 수 있다. 따라서 NEPA 소송 제기 후 프로젝트 건설이 시작되면, 실제 건설을 포함하도록 NEPA 소송을 수정하거나 새로운 소송을 제기해야 한다. 그렇지 않으면 건설이 완료된 후 연방 법원은 더 이상 사건을 판결할 권한(관할)이 없다고 판단할 수 있다. 따라서 사건은 구체적 사건성이 없어진다.
법원은 금지 명령이 피고에게 야기할 수 있는 피해와 환경 피해 발생 가능성 및 환경 피해 발생 시의 피해 정도를 비교형량한다. 미국 연방 대법원은 Amoco Production Co. v. Gambell, 480 U.S. 531, 107 S. Ct. 1396, 94 L. Ed. 2d 542 (1987) 545페이지에서 환경 피해의 회복 불가능성을 지적했다.
환경 피해는 그 본질상 금전적 손해배상으로는 좀처럼 적절히 구제될 수 없으며, 종종 영구적이거나 적어도 장기간 지속된다. 즉, 회복 불가능하다. 따라서 그러한 피해가 충분히 발생할 가능성이 있다면, 피해의 균형은 일반적으로 환경 보호를 위한 금지 명령 발부를 지지할 것이다.
법원은 Davis v. Mineta, 302 F.3d 1104 (10th Cir. 2002) 1116페이지에서와 같이 환경 문제 해결 전에 건설이 시작된 경우 피고의 자가 유발 피해를 할인할 수 있다.
우리는 다음으로 우리가 확인한 회복 불가능한 피해와 예비 금지 명령이 발부될 경우 피고에게 발생할 피해를 비교형량해야 한다. 피고는 프로젝트가 지연될 경우 유타주 교통국(UDOT)에 상당한 금전적 벌금이 부과될 것이라고 주장한다. *** 그러나 이러한 비용의 상당 부분은 자가 유발되었을 수 있다. 우리가 이전에 결론 내렸듯이, 이 사건에 관련된 주정부 기관들은 형식적인 결과를 예상하여 계약 의무를 체결함으로써 환경 문제에 대해 "섣불리" 행동했다. 이러한 의미에서 주정부 피고는 대부분 자신들의 피해에 대한 책임이 있다.
Columbia Basin Land Protection Assoc. v. Schlesinger는 건설이 NEPA 사건을 무효화하는 것을 허용하는 것이 미국 의회의 의도를 좌절시킨다는 것을 확인했다. 따라서 건설로 인해 NEPA 사건이 자동으로 구체적 사건성이 없어지는 것을 방지하려면, NEPA 소송은 악의적인 건설의 철거를 요청해야 한다.

## 환경 품질 위원회
미국 환경위원회(CEQ)는 1946년 고용법에 의해 설립된 행정부 기관인 미국 대통령 경제자문위원회를 모델로 하여 대통령에게 경제 문제에 대해 조언했다. CEQ가 NEPA에 의해 설립된 직후, 리처드 닉슨 대통령은 행정명령 11514호로 그 권한을 확대했다. 그는 CEQ에게 EIS의 적절한 준비를 위한 지침을 발행하고 환경 품질과 관련된 연방 프로그램을 취합하고 조정하도록 지시했다. 이 위원회는 미국 대통령실에 배치되었다. 이 위원회는 대통령이 임명하고 상원의 승인을 받은 세 명의 위원으로 구성된다.
CEQ는 EIS 과정 개발에 핵심적인 역할을 했다. 1971년에 발행된 초기 지침은 각 연방 부서와 기관이 CEQ가 정한 지침과 일치하는 자체 지침을 채택하도록 요구했다. 이 지침은 공식적인 기관 규정의 지위를 가지지는 않았지만, 법정에서 종종 유사한 존중을 받았다. 1977년 지미 카터 대통령은 행정명령 11991호를 통해 CEQ가 단순한 지침 대신 EIS 준비에 대한 규정을 채택하도록 승인했다. 그러나 CEQ는 여전히 이러한 규정을 집행할 권한이 없었다.
CEQ는 지난 몇 년 동안 NEPA의 일반적인 구조와 누적 영향의 성격 등을 설명하는 자문 문서를 준비했다. 또한 CEQ는 지속적인 의무의 일환으로 시민을 위한 NEPA 안내 웹사이트를 운영하고 있다. CEQ 규정은 기관 및 기타 연방 주체들이 NEPA 요구 사항을 가능한 한 일찍 다른 계획 의무와 통합하도록 요구한다. 이는 모든 결정이 환경 가치에 의해 영향을 받고 이를 반영하도록 보장하기 위함이다. 또한 규정 제정 과정에서 나중에 이러한 요구 사항을 부과함으로써 발생할 수 있는 잠재적 지연 및 충돌을 피한다. NEPA의 행동 강제 조항인 섹션 102(2)(C)는 "입법 제안 및 인간 환경의 질에 중대한 영향을 미치는 기타 주요 연방 조치에 대한 모든 권고 또는 보고서"에 대해 모든 연방 기관은 "제안된 조치의 환경적 영향에 대한 책임 있는 공무원의 상세한 진술"을 포함해야 한다고 규정한다. 이 진술은 EIS에 필요한 모든 세부 사항을 명시해야 한다.

## 국가환경정책법 위반에 대한 결과
NEPA를 위반하는 기관은 명예에 손상을 입어 향후 자금 지원 기회를 위태롭게 할 수 있다. CEQ는 지침에 대한 집행 권한이 없기 때문에, 주장된 위반 사항은 일반적으로 사법 시스템을 통해 처리되어야 한다. 이러한 소송은 연방 정부로부터 돈과 자원을 요구하고 프로젝트를 수년간 지연시켜 기관에 더 큰 피해를 줄 수 있다. 키스톤 XL 송유관 계획과 같이 여러 대형 프로젝트가 이러한 지연으로 인해 중단되거나 취소되었다. TC Energy는 Indigenous Environmental Network v. U.S. Department of State 사건에서 NEPA 검토가 거부되는 등 지연된 후 2021년에 확장을 포기했다. 법원이 NEPA 위반에 대해 부과하는 가장 일반적인 결과는 불충분하다고 판단된 환경 검토 또는 보고서를 의무적으로 다시 수행하도록 하는 것이다.

## 국가환경정책법과 환경 정의
국가환경정책법은 다양한 방식으로 환경 정의에 영향을 미칠 수 있다. 연방 기관이 NEPA가 의무화하는 환경 분석에 소수 민족 및 저소득층 인구를 포함하도록 요구함으로써 환경 정의를 증진할 수 있다. 행정명령 12898호(1994년 2월 11일; 클린턴 행정부)는 NEPA를 준수하는 연방 기관이 인간 건강, 경제 및 사회적 영향, 특히 환경적 피해에 불균형적으로 영향을 받는 소수 민족 및 저소득층 인구에 대한 환경적 영향을 고려하도록 요구한다. 제안된 연방 조치는 소수 민족 및 저소득층 인구에 대한 "중대하고 불리한 환경 영향"을 다루어야 한다.
또한 환경 정의를 방해할 수도 있다. 뉴욕에서 혼잡 통행료는 대기 질, 대중교통 이용률, 버스 서비스 개선이 예상된다. 그러나 NEPA 절차를 위한 수천 페이지에 달하는 환경 평가를 완료하는 데 4년이 걸렸고, 환경 평가가 불충분하다는 소송으로 인해 프로젝트는 더욱 지연되었다. 케이프코드에 건설될 예정이었던 풍력 발전소는 16년간 NEPA 관련 소송 끝에 취소되었다. 청정 에너지로의 전환에 필요한 다양한 송전선도 NEPA 관련 소송으로 인해 취소되었으며, 모하비 사막의 칼리코 태양열 프로젝트도 마찬가지이다.

## 최근 동향
2017년 8월 15일, 도널드 트럼프 대통령은 행정명령(E.O.) 13807호 "인프라 프로젝트의 환경 심사 및 허가 절차에 대한 규율 및 책임 확립"을 발표했다. 이 행정명령은 CEQ에 "NEPA 심사 절차를 간소화하고 가속화하기 위해 NEPA를 해석할 권한"을 사용하도록 지시하고, 기관에 "범주적 제외에 대한 정기적인 검토 및 업데이트 절차를 수립"하도록 요구하며, 오바마 대통령의 행정명령 13690호 (홍수 위험 관리 관련)을 기후 변화에 대한 과학을 포함하여 폐지한다.
2020년 7월, 트럼프 행정부의 CEQ는 EA 기간을 1년, EIS 기간을 2년으로 제한하는 최종 규칙을 발표하여 법을 크게 약화시켰다. 이 규칙은 또한 여러 프로젝트를 검토에서 완전히 제외하고 기후 변화로 인한 누적 환경 영향을 포함한 누적 환경 영향을 고려하지 못하게 했다. 이후 바이든 행정부의 CEQ는 트럼프 1기 행정부 이전에 적용되던 규정 조항을 복원하기 위해 두 가지 변경 사항을 발표했다. 1단계 최종 규칙(2022년 4월 20일)과 2단계 최종 규칙(2024년 5월 1일)이다.
2025년, 트럼프 2기 행정부는 CEQ에 1977년 이후 NEPA를 이행하기 위해 만든 모든 규칙을 폐기하도록 지시했다. 이러한 움직임을 옹호하는 이들은 이것이 허가 절차를 간소화할 것이라고 주장했지만, 환경 및 동물 복지 단체들은 이것이 "야생 동물 서식지 파괴 및 생물 다양성 손실, 대기 및 수질 저하, 공중 보건에 대한 피해에 대한 대중의 우려를 충분히 제기할 수 있는 능력을 약화시킬 것"이라고 주장했다.
원유를 유정에서 항구 및 정유 시설로 운송할 예정이었던 제안된 유인타 분지 철도를 둘러싼 소송은 유인타 분지 철도에 불리한 하급 법원의 판결에 이어 NEPA 법률에 대한 대법원 심리로 이어졌다. 대법원은 2025년 5월 29일 세븐 카운티 인프라 연합 대 이글 카운티에 대한 판결을 내렸다. 8대 0 판결(한 명의 판사 기권)에서 법원은 하급 법원이 NEPA를 잘못 해석했다고 선언했다. 브렛 캐버노 대법관은 NEPA의 목적이 "순전히 절차적인 법률로서 단지 기관이 EIS를 준비하도록 요구할 뿐"이라고 명시하며 법원의 의견을 전달했다. 소니아 소토마요르 대법관은 동의 의견에서 "육상 운송 위원회는 석유 산업으로 인해 발생한 피해에 대해 책임이 없을 것"이라고 언급하며 대법원의 판결이 확립된 선례를 따랐다고 주장했다. 법학 교수 리처드 라자루스는 법원의 의견이 NEPA의 해석을 크게 변경한다고 언급하며 "옳든 그르든, 그것은 지난 50년간 NEPA 법이 아니었다"고 말했다.

## 같이 보기
- 기후정의
- 환경 영향 평가
- 환경 영향 보고서
- 미국의 환경 정책